# Hurst Green (East Sussex)
Hurst Green è un villaggio e parrocchia civile dell'Inghilterra, appartenente alla contea dell'East Sussex.